# Toronto Raptors 2013-2014
La stagione 2013-14 dei Toronto Raptors fu la 19ª nella NBA per la franchigia.
I Toronto Raptors vinsero la Atlantic Division della Eastern Conference con un record di 48-34. Nei play-off persero al primo turno con i Brooklyn Nets (4-3).

## Roster
| N° | Naz.                   | Ruolo | Sportivo          |      | Alt. |     |
| -- | ---------------------- | ----- | ----------------- | ---- | ---- | --- |
| 2  | Stati Uniti (bandiera) | A     | Landry Fields     | 1988 | 201  | 95  |
| 3  | Francia (bandiera)     | G     | Nando de Colo     | 1987 | 196  | 91  |
| 4  | Stati Uniti (bandiera) | A     | Quincy Acy        | 1990 | 201  | 106 |
| 5  | Stati Uniti (bandiera) | A     | Austin Daye       | 1988 | 211  | 91  |
| 7  | Stati Uniti (bandiera) | G     | Kyle Lowry        | 1986 | 183  | 79  |
| 10 | Stati Uniti (bandiera) | G     | DeMar DeRozan     | 1989 | 201  | 100 |
| 13 | Stati Uniti (bandiera) | G     | Dwight Buycks     | 1989 | 191  | 86  |
| 14 | Stati Uniti (bandiera) | G     | D.J. Augustin     | 1987 | 183  | 82  |
| 15 | Stati Uniti (bandiera) | A     | Amir Johnson      | 1987 | 206  | 95  |
| 16 | Stati Uniti (bandiera) | A     | Steve Novak       | 1983 | 208  | 100 |
| 17 | Lituania (bandiera)    | C     | Jonas Valančiūnas | 1992 | 211  | 105 |
| 21 | Venezuela (bandiera)   | G     | Greivis Vásquez   | 1987 | 198  | 91  |
| 22 | Stati Uniti (bandiera) | A     | Rudy Gay          | 1986 | 206  | 100 |
| 25 | Stati Uniti (bandiera) | GA    | John Salmons      | 1979 | 201  | 95  |
| 31 | Stati Uniti (bandiera) | G     | Terrence Ross     | 1991 | 198  | 88  |
| 34 | Stati Uniti (bandiera) | C     | Aaron Gray        | 1984 | 213  | 122 |
| 44 | Stati Uniti (bandiera) | AC    | Chuck Hayes       | 1983 | 198  | 109 |
| 50 | Stati Uniti (bandiera) | A     | Tyler Hansbrough  | 1985 | 206  | 113 |
| 54 | Stati Uniti (bandiera) | A     | Patrick Patterson | 1989 | 206  | 107 |
| 77 | Stati Uniti (bandiera) | G     | Julyan Stone      | 1988 | 198  | 91  |

## Staff tecnico
- Allenatore: Dwane Casey
- Vice-allenatori: Bill Bayno, Nick Nurse, Jesse Mermuys, Tom Sterner, Jama Mahlalela, Alex McKechnie, Jamaal Magloire
- Preparatore atletico: Scott McCullough